# Small Town Folk
Small Town Folk é um filme de terror produzido no Reino Unido, dirigido por Peter Stanley-Ward e lançado em 2007.